# Ernst Hoffmann
Ernst Hoffmann (ur. 4 stycznia 1840 w Domaszkowie, zm. 25 czerwca 1889 w Nowej Rudzie) – niemiecki duchowny katolicki, wielki dziekan kłodzki i wikariusz arcybiskupi dla wiernych hrabstwa kłodzkiego od 1883 r.

## Życiorys
Urodził się w rodzinie krawieckiej w Domaszkowie. Po skończeniu miejscowej szkoły elementarnej uczęszczał do gimnazjum w Kłodzku. Następnie studiował teologię na Śląskim Uniwersytecie im. Fryderyka Wilhelma we Wrocławiu. Święcenia kapłańskie otrzymał w 1863 r. w katedrze św. Jana Chrzciciela we Wrocławiu.
Po ich otrzymaniu wrócił na ziemię kłodzką, gdzie został skierowany do parafii w Nowej Rudzie jako wikary. W tym czasie w mieście panowała epidemia cholery, młody duchowny zasłynął ze swojej ofiarności i pomocy, udzielając wsparcia zarażonym i ich rodzinom.
W latach 1869–78 był osobistym sekretarzem wielkiego dziekana ks. Franza Branda. Po jego śmierci pracował w sekretariacie dekanatu. Wobec sprzeciwu władz na nominowanie następcy Branda, metropolita praski kardynał Friedrich Josef von Schwarzenberg wyznaczył go na pełniącego obowiązki dziekana, czyli administratora wielkiego dekanatu kłodzkiego. Funkcję tę sprawował przez 3 lata do czasu częściowej normalizacji stosunków Kościół-Państwo i wyboru na wielkiego dziekana ks. Nitschkego z Krosnowic. Ten jednak zmarł w 1883 r.
W gronie poważnych kandydatów na nowego wielkiego dziekana znalazł się ks. Hoffmann, który został wybrany jego następcą. Problemem było jednak to, iż nie posiadał on żadnego probostwa w hrabstwie. Nie był również wikariuszem, wobec czego brakowało mu materialnej podstawy do sprawowania tak ważnej dla kleru katolickiego ziemi kłodzkiej funkcji. Z pomocą przyszedł mu hrabia Wilhelm von Magnis, z którego pomocą został mianowany proboszczem noworudzkim.
Obejmując urząd wielkiego dziekana i wikariusza arcybiskupa praskiego dla wiernych hrabstwa kłodzkiego był już bardzo schorowany. Starał się leczyć jeżdżąc na kurację do Karlowych Warów. Zmarł 25 czerwca 1889 r. i został pochowany w Nowej Rudzie.